# Gioan Đạt
Gioan Đoàn Việt Đạt (1765-1798), quen gọi là Gioan Đạt là một linh mục, được Giáo hội Công giáo Rôma tôn phong Hiển Thánh vào năm 1988.
Ông sinh năm 1765 tại Khê Cầu, xứ Trung Lương (xứ Đồng Chuối), xã Trung Lương, huyện Bình Lục, tỉnh Hà Nam, thuộc Tổng Giáo phận Hà Nội, mồ côi cha từ bé. Năm 18 tuổi, ông vào ở nhà xứ Đồng Chuối với linh mục Loan. Khoảng tháng 2 năm 1798, ông được thụ phong linh mục, được phân đi giúp xứ Hảo Nho.
Linh mục thừa sai Le Roy Lan - Cha Chính Địa phận Tây Đàng Ngoài - nhận xét: “Linh mục Đạt có đức nghèo khó, vâng lời và chăm xem sách, siêng năng làm việc mục vụ. Dù người năng ốm đau cũng chẳng kêu ca hay chẳng phàn nàn cái gì bao giờ, cho nên Đức cha và các linh mục khác quý mến người lắm. Khi giảng, cha có lòng sốt sắng và làm cho kẻ có tội động lòng muốn ăn năn trở lại”.
Tháng 7 năm 1798, Nhà Tây Sơn ra sắc chỉ cấm đạo nghiêm hơn các lần trước. Các quan sai quân lính đi tầm nã các linh mục, giáo dân và cho phá hết các nhà thờ. Giáo dân Thần Phù (nay là Hảo Nho) đưa ông lên núi ẩn náu. 
Một lần ban đêm ông xuống nhà ông trùm làng Mai Lễ để làm lễ mồ (lễ cho người qua đời) thì có mấy lính xông vào nhà. Lúc ấy, ông đang ẩn ở nhà trong, giáo dân giục ông chạy thoát, nhưng ông không chịu. Ông nói: “Cha có lánh được thì cũng hại cho cả làng" nên tự nộp mình.
Lính giải ông cùng với một thầy phó tế Tâm và ba người trong ban mục vụ là trùm Mãi, nhiêu Danh và ông Việt. Có cô Phong ở Dòng Mến Thánh Giá và mấy người khác tìm cách giải thoát, nhưng ông không chịu. Quân lính đánh đập và điệu ông vào Thanh Hóa. 
Khi ra công đường, quan giục ông bước qua thập giá nói: “Con chiên bổn đạo mến Cụ lắm, cùng tiếc hết lòng hết sức, có bước qua thập giá thì sẽ cho về với bổn đạo”. Ông đáp: “Nếu tôi có bước qua thập giá thì gớm lắm, bổn đạo không nhận tôi là Cụ, cùng chẳng tiếc nữa”. Thấy ông cứng cỏi, quan lại truyền cầm gông và kéo lôi bước qua ảnh thánh nhưng ông quỳ lạy ảnh thánh, lính không thể kéo đi được. Ông cũng xin quan cư xử nhẹ nhàng với giáo hữu bị giam cầm.
Ngày 28 tháng 10 năm 1798, ông bị thi hành án tại pháp trường Chợ Rạ (Thanh Hóa). Giáo dân đem xác xuống thuyền chở về bến Phúc Nhạc, an táng trong nhà thờ làng ấy. Về sau, bốc về nhà tư để che dấu.